# Nesna
Nesna és un municipi situat al comtat de Nordland, Noruega. Té 1,805 habitants (2018) i la seva superfície és de 183.13 km². El centre administratiu del municipi és el poble de Nesna. Els altres pobles de Nesna són Handnesneset, Husby, Saura, i Vikholmen.
El municipi es troba a les tres illes de Tomma, Hugla (coneguda com a «Hugløy» pels seus habitants), i Handnesøya, i a una península que porta el nom del municipi, Nesna. L'antic Immoble Husby té la seu a Husby, a l'illa de Tomma.
El transbordador Hurtigruten s'atura dues vegades al dia al port de Nesna, quan es dirigeix cap al nord, a les 05:30, i quan es dirigeix cap al sud, a les 11:15. El poble de Nesna també és la seu del centre educatiu de Nordland, el Col·legi Universitari de Nesna, i també hom hi troba l'escola secundària KVN i l'Església de Nesna.